# Astragalus latistipulatus
Astragalus latistipulatus är en ärtväxtart som beskrevs av Chamberlain och Victoria Ann Matthews. Astragalus latistipulatus ingår i släktet vedlar, och familjen ärtväxter. Inga underarter finns listade i Catalogue of Life.